# Proscelotes
Genre
Proscelotes est un genre de sauriens de la famille des Scincidae.

## Répartition
Les espèces de ce genre se rencontrent dans l'Est et le Sud de l'Afrique.

## Liste des espèces
Selon The Reptile Database (28 novembre 2012) :
- Proscelotes aenea (Barbour & Loveridge, 1928)
- Proscelotes arnoldi (Hewitt, 1932)
- Proscelotes eggeli (Tornier, 1902)

## Publication originale
- de Witte & Laurent, 1943 : Contribution à la systématique des formes dégradées de la famille des Scincidae apparentées au genre Scelotes Fitzinger. Mémoires du Musée royal d'histoire naturelle de Belgique, sér. 2, vol. 26, p. 1-44.